# En otra piel
Az En Otra Piel (Más bőrében) egy 2014-es amerikai telenovella a Telemundótól. Főszereplői: María Elisa Camargo, Laura Flores, David Chocarro, Jorge Luis Pila és Vanessa Villela. A sorozat 2014. február 18-án 21:00 órakor került adásba a Telemundo csatornán. A történet alapja a Magyarországon is vetített, 2005-ben készült, Második élet. Magyarországon még nem került adásba.

## Történet
|  | Alább a cselekmény részletei következnek! |

A történet egy nőről szól, akit férje megmérgez, hogy megszerezze a vagyonát, azonban ő visszatér egy fiatal gyönyörű nő testében, hogy bosszút álljon.
Mónica ötvenes éveiben járó tehetséges zongoraművész. Mexikóvárosi koncertje után megismerkedik a fiatal Adrianával. Adriana elveszíti amulettjét, amely Mónicához kerül. Mónica visszatér Los Angelesbe családjához, de élete megváltozik. Látomások gyötrik, hogy Adriana veszélyben van. Mónicát megmérgezi az unokahúga, Elena, aki már régóta viszonyt folytat Gerardoval, Mónica fiatal férjével. Mónica lelke azonban továbbél Adriana testében. Legfőbb célja, hogy visszatérjen lányaihoz és megvédhesse őket.
|  | Itt a vége a cselekmény részletezésének! |

## Szereplők

### Főszereplők
| Színész(nő)           | Szerepnév                          | Megjegyzés                                                                                          |
| --------------------- | ---------------------------------- | --------------------------------------------------------------------------------------------------- |
| María Elisa Camargo   | Adriana Aguilar / 'Mónica Serrano' | Pincérőnő Carlos bárjában, Jacinto testvére                                                         |
| Jorge Luis Pila       | Gerardo Fonsi                      | Mónica 2. férje, Elena szeretője                                                                    |
| David Chocarro        | Diego Ochoa                        | Adriana vőlegénye                                                                                   |
| Vanessa Villela       | Elena Serrano                      | Lorena és Jorge lánya, Mónica unokahúga, Gerardo szeretője                                          |
| Laura Flores          | Mónica Serrano                     | Zongoraművész, Gerardo felesége, Camila és Emiliana édesanyja, Elena nagynénje                      |
| Plutarco Haza         | Carlos Ricalde                     | Bártulajdonos                                                                                       |
| Marisela González     | Selma Carrasco                     | Korábban Mónica osztálytársa                                                                        |
| Guillermo Quintanilla | Rodrigo Cantú                      | Gabriel és Ricardo édesapja                                                                         |
| Gloria Peralta        | Martha Cantú                       | Házvezetőnő a Serrano-házban, Gabirel és Ricardo édesanyja                                          |
| Javier Gómez          | Julián Larrea / Jorge Larrea       | Ikrek. Mónica 1. férje, Camila és Emiliana édesapja / Camila és Emiliana nagybátyja, Elena édesapja |
| Karen Sentíes         | Lorena Serrano                     | Mónica testvére, Elena édesanyja                                                                    |
| Beatriz Monroy        | Vicky Andrade                      | Alkalmazott a Serrano-házban                                                                        |
| Eduardo Ibarrola      | Manuel Figueroa                    | Bíró, Sonia férje, Manuel jr. édesapja                                                              |
| Kendra Santacruz      | Camila Larrea Serrano              | Mónica és Julián lánya, Emiliana testvére                                                           |
| Martín Barba          | Ricardo Cantú                      | Martha és Rodrigo fia, Gabriel testvére                                                             |
| Omar Germenos         | Esteban                            | |
| Silvana Arias         | Maite                              | |
| Adrián Carvajal       | Ernesto Fonsi                      | Gerardo testvére                                                                                    |
| Alexandra Pomales     | Valeria                            | |
| Alba Raquel Barros    | Doña Lupe                          | |
| Jonathan Freudman     | Gabriel Cantú                      | Martha és Rodrigo fia, Ricardo testvére                                                             |
| Óscar Priego          | Jacinto Aguilar                    | Adriana testvére                                                                                    |
| María Elena Dávila    |                                    | |
| Juanita Arias         |                                    | |
| Daniela Macías        |                                    | |
| Gala Montes           | Emiliana Larrea Serrano            | Mónica és Julián 2. lánya, Camila testvére                                                          |

### Vendég- és mellékszereplők
| Színész(nő)          | Szerepnév                    | Megjegyzés                                         |
| -------------------- | ---------------------------- | -------------------------------------------------- |
| Alfonso Santillana   |                              |                                                    |
| Álvaro Celorio       |                              |                                                    |
| Andrea Guerrero      |                              |                                                    |
| Andrés Mejía         |                              |                                                    |
| Andri Karina García  |                              |                                                    |
| Betzabeth López      |                              |                                                    |
| Carlos Bowers        |                              |                                                    |
| Christopher Bermúdez |                              |                                                    |
| Cristián Adrián      |                              |                                                    |
| Diana Franco         | Chantal                      | San Diegó-i bordély tulajdonosa, Carlos üzlettársa |
| Elías Campos         |                              |                                                    |
| Ezequiel Rodríguez   |                              |                                                    |
| Fernando Corona      |                              |                                                    |
| Fernando Pacanins    | Muría                        | Mónica ügyvédje                                    |
| Francisco Porras     |                              |                                                    |
| Frank Guzmán         | Rayado                       | Bűnöző, rab a börtönben                            |
| Gabriel Catalan      |                              |                                                    |
| Gustavo Pedraza      |                              |                                                    |
| Hely Ferrigny        | Samuel Robles                | Diego ügyvédja                                     |
| José del Río         |                              |                                                    |
| Julio Gassette       |                              |                                                    |
| Luciano Capdevila    |                              |                                                    |
| Luis Arturo Ruíz     | Frank Méndez                 | Amerikai magánnyomozó                              |
| María Quezada        |                              |                                                    |
| Marielena Zamora     |                              |                                                    |
| Marina Catalán       |                              |                                                    |
| Manuel Sevilla       |                              |                                                    |
| Mery de los Ríos     |                              |                                                    |
| Oscar Díaz           | Dr. Miguel Rojas             | Orvos                                              |
| Pablo Quaglia        |                              | Carlos üzlettársa                                  |
| Pedro Pablo Porras   |                              |                                                    |
| Raúl Ramos           |                              |                                                    |
| Richard Jiménez      |                              |                                                    |
| Rubén Morales        | Mario 'Corleone' Castellanos | Rab a börtönben                                    |
| Sandy Marquetti      |                              |                                                    |
| Tinno Delgado        |                              |                                                    |
| Víctor Corona        | Jesús 'Chucho'               | Csapos Carlos bájában                              |
| Wilna Castillo       |                              |                                                    |
| Xuco Xuconoxtli      |                              |                                                    |
| Yamil Sesin          | Pachuco                      | Bűnöző                                             |
| Yaqui Navarro        |                              |                                                    |

## Nemzetközi bemutató
| Ország                    | Cím          | Tévécsatorna          | Premier           | Finálé               | Heti menetrend  | Idősáv |
| ------------------------- | ------------ | --------------------- | ----------------- | -------------------- | --------------- | ------ |
| Amerikai Egyesült Államok | En otra piel | Telemundo             | 2014. február 18. | 2014. szeptember 29. | hétfő-péntek    | 21:00  |
| Panama                    | En otra piel | TVN                   | 2014. március 19. | még tart             | hétköznaponként |        |
| Dominikai Köztársaság     | En otra piel | Telesistema           | 2014. április 30. | még tart             | hétköznaponként |        |
| Puerto Rico               | En otra piel | Telemundo Puerto Rico | 2014. április 7.  | még tart             | hétköznaponként |        |

## Fordítás
- Ez a szócikk részben vagy egészben  az   En Otra Piel című angol Wikipédia-szócikk fordításán alapul.  Az eredeti cikk szerkesztőit annak laptörténete sorolja fel. Ez a jelzés csupán a megfogalmazás eredetét és a szerzői jogokat jelzi, nem szolgál a cikkben szereplő információk forrásmegjelöléseként.